# MD Data

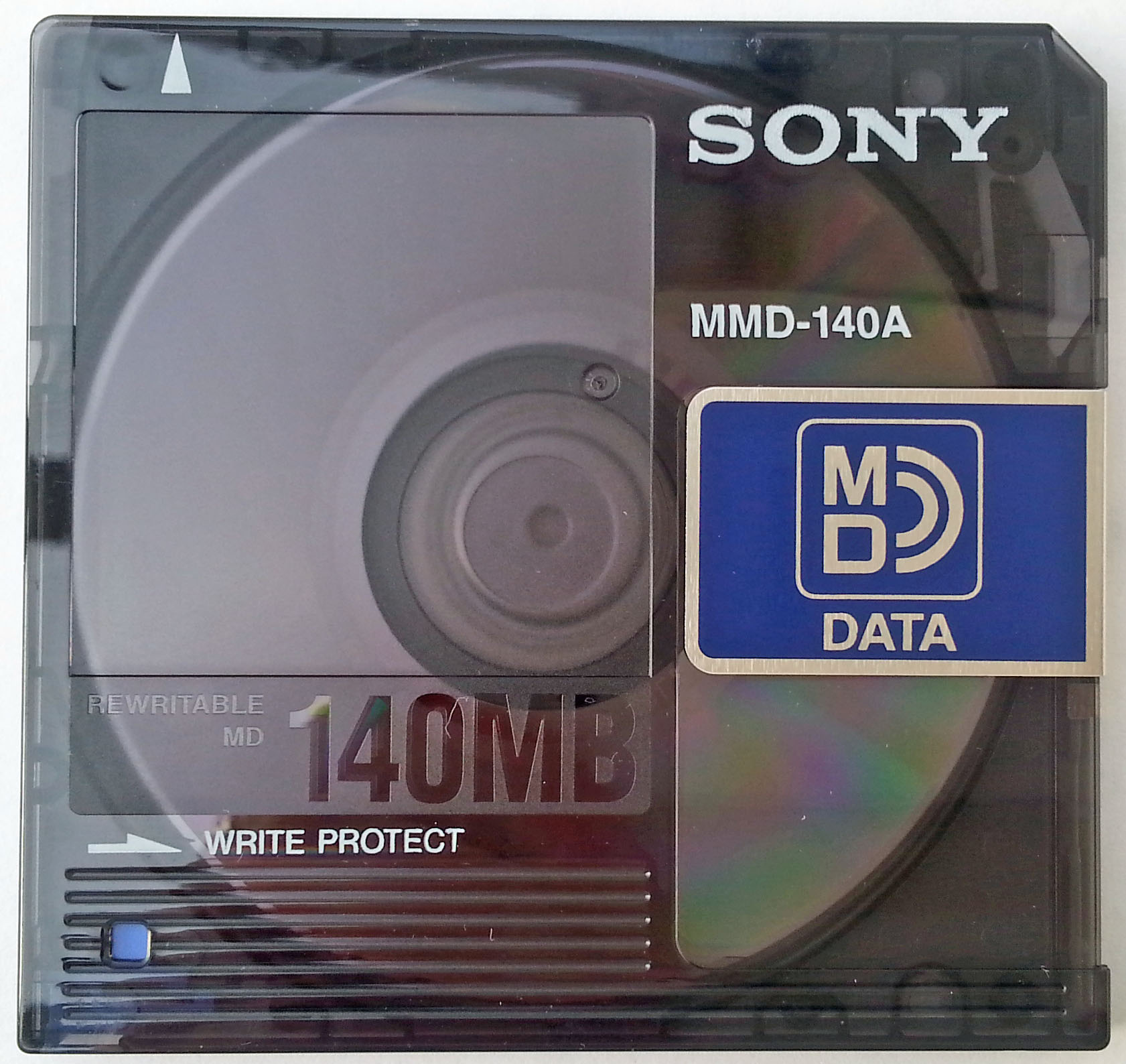
MD Data Sony MMD-140A

MD Data signifiant MiniDisc-Data est un dispositif optique de stockage de données. Sony ambitionnait que le MD Data remplace les disquettes, mais le lecteur Zip de Iomega a répondu aux besoins du marché et, plus tard, l'arrivée de graveurs de CD abordables et de CD vierges très bon marché ainsi que la disponibilité des cartes mémoires, ont précipité le déclin du MD Data.
Cette technologie fournissait 140 Mo de capacité, mais était lente et chère. De plus, les lecteurs ne pouvaient que lire ou écrire des MiniDiscs audio quand ils étaient en mode "play", qui, cependant, n'offrait pas un accès des données par ordinateur.
Les MD Data ont été utilisés dans des produits tels que des appareils photos ou des scanners. Les MD Data étaient également utilisés dans la fin des années 90.
Ce format a toujours été entravé par le manque de lecteurs de MD Data abordables permettant de manipuler et sauvegarder des données avec un PC.
Le format MD Data a été surpassé par l'utilisation du NetMD pour le stockage de n'importe quel type de données sur un MiniDisc audio.
Avec l'introduction du Hi-MD à la fin de l'année 2004, l'utilisation de cette fonctionnalité a été relancée par la capacité de stockage d'approximativement 340 Mo pour les MiniDiscs normaux et approximativement 1 Go pour les nouveaux MiniDiscs à haute densité.